# بنت إريشسن
بنت إريشسن (بالنرويجية البوكمول: Bente Erichsen)‏ هي مديرة مسرح ‏ وكاتبة سيناريو ومنتجة أفلام ومخرجة نرويجية، ولدت في 7 يناير 1949 في أوسلو في النرويج.

## وصلات خارجية
- بنت إريشسن على موقع IMDb (الإنجليزية)
- بنت إريشسن على موقع ألو سيني (الفرنسية)
- بنت إريشسن على موقع أول موفي (الإنجليزية)
- بنت إريشسن على موقع قاعدة بيانات الأفلام السويدية (السويدية)
- بنت إريشسن على موقع قاعدة بيانات الفيلم (الإنجليزية)
- بنت إريشسن على موقع كينوبويسك (الروسية)